# Région de Boké
La région de Boké est une subdivision administrative de la Guinée. La ville de Boké en est le chef-lieu.

## Géographie
La région est frontalière du Sénégal au nord et de la Guinée-Bissau au nord-ouest. À l'ouest et au sud-ouest, la région possède une façade océanique avec l'Atlantique. Elle s'étend sur 31 186 km2 soit 12,6 % du territoire national.
| Gabu             | Ziguinchor, Tambacounda | Kédougou |
| Tombali          | Boké                    | Labé     |
| Océan Atlantique | Océan Atlantique        | Kindia   |

## Préfectures
La région de Boké est composée de cinq préfectures :
- la préfecture de Boké
- la préfecture de Boffa
- la préfecture de Fria
- la préfecture de Gaoual
- la préfecture de Koundara

## Sous-préfectures
La préfecture de Boké est composée de dix sous-préfectures :
- la sous-préfecture de Bintimodiya
- la sous-préfecture de Boké-Centre
- la sous-préfecture de Dabiss
- la sous-préfecture de Kamsar
- la sous-préfecture de Kanfarandé
- la sous-préfecture de Kolaboui
- la sous-préfecture de Malapouyah
- la sous-préfecture de Sangarédi
- la sous-préfecture de Sansalé
- la sous-préfecture de Tanéné